# Kalle Anka som autografjägare
Kalle Anka som autografjägare (engelska: The Autograph Hound) är en amerikansk animerad kortfilm med Kalle Anka från 1939.

## Handling
Kalle Anka försöker samla in autografer från ett flertal filmstjärnor, men det är inte lätt. Det är inte bara det faktum att stjärnorna är svåra att imponera, han jagas också av en säkerhetsvakt.

## Om filmen
I filmen förekommer tecknade versioner av dåtidens stora stjärnor som Greta Garbo, Shirley Temple, Mickey Rooney, Sonja Henie och Bröderna Ritz.
Filmen hade svensk premiär den 8 december 1939 på Sture-Teatern i Stockholm som innehåll i kortfilmsprogrammet Tjuren Ferdinand tillsammans med fem kortfilmer kortfilmer till; Rovor i snön, Jan Långben och gräshoppan, Kalle Ankas kusin, Den fula ankungen och Tjuren Ferdinand.

## Rollista
- Clarence Nash – Kalle Anka
- Billy Bletcher – säkerhetsvakten[6]
- Donald Barry – Mickey Rooney
- Sara Berner – Shirley Temple, Sonja Henie, Greta Garbo[7]